# Tsukuba (1907)
Tsukuba (筑波) fue el primer buque de la clase Tsukuba de cruceros acorazados de la Armada Imperial Japonesa. Debe su nombre al monte Tsukuba, situado en la prefectura de Ibaraki, al norte de Tokio. El 28 de agosto de 1912, el Tsukuba fue reclasificado como crucero de batalla. Se hundió tras una explosión interna accidental el 14 de enero de 1917, en plena Primera Guerra Mundial.

## Hundimiento

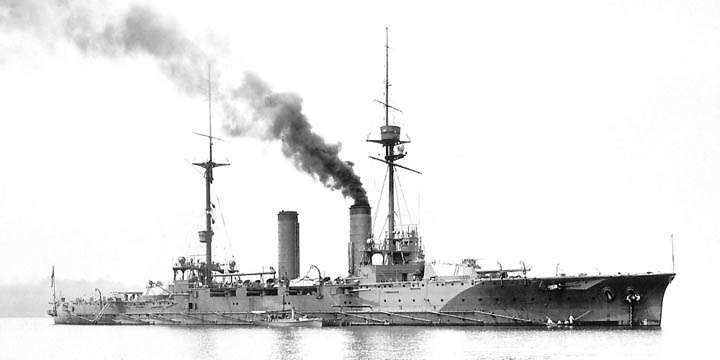
Tsukuba después del reacondicionamiento de 1913.

El 14 de enero de 1917, durante la Primera Guerra Mundial, el Tsukuba explotó mientras se encontraba en el puerto de Yokosuka. Unos 200 tripulantes murieron inmediatamente y más de 100 se ahogaron cuando el crucero de batalla se hundió en aguas poco profundas en menos de veinte minutos, con una pérdida total de 305 hombres. 
La fuerza de la explosión rompió ventanas en Kamakura, a más de doce kilómetros de distancia. En el momento del desastre, más de 400 tripulantes estaban de permiso en tierra, razón por la que sobrevivieron tantos. La causa de la explosión se atribuyó posteriormente a un incendio en su polvorín, posiblemente por combustión espontánea debido al deterioro de la pólvora Shimose de sus proyectiles.
Los mástiles, el puente y las chimeneas del buque permanecieron sobre el agua y, posteriormente, su casco fue izado y utilizado como blanco para el entrenamiento de la aviación naval. Fue retirado formalmente de la lista de la marina el 1 de septiembre de 1917 y desguazado en 1918.